# Loznica (Serbia)
Loznica (in serbo Лозница?) è una città e una municipalità del distretto di Mačva nel nord-ovest della Serbia centrale, al confine con la Bosnia ed Erzegovina. È bagnata dal fiume Drina.

## Nome
Il relativo nome proviene dal termine "loza" (parola serba per "vite"). In origine il nome della città era Lozica (letteralmente "piccola vite"), ma successivamente si è trasformato in Loznica.

## Storia
Le più vecchie tracce di insediamenti preistorici sul territorio di Jadar e di Loznica, possono essere collegate indubbiamente al periodo del Neolitico (cioè 4500 - 3000 a.C.).
I dati Archeologici possono essere utilizzati come indicazione nella determinare le popolazioni che hanno vissuto su questo territorio. Il più importanti sono gli Illiri che hanno lasciato vasti resti della loro cultura nella regione di Jadar, lo stesso nome Jadar è di origine Illira.

### Romani

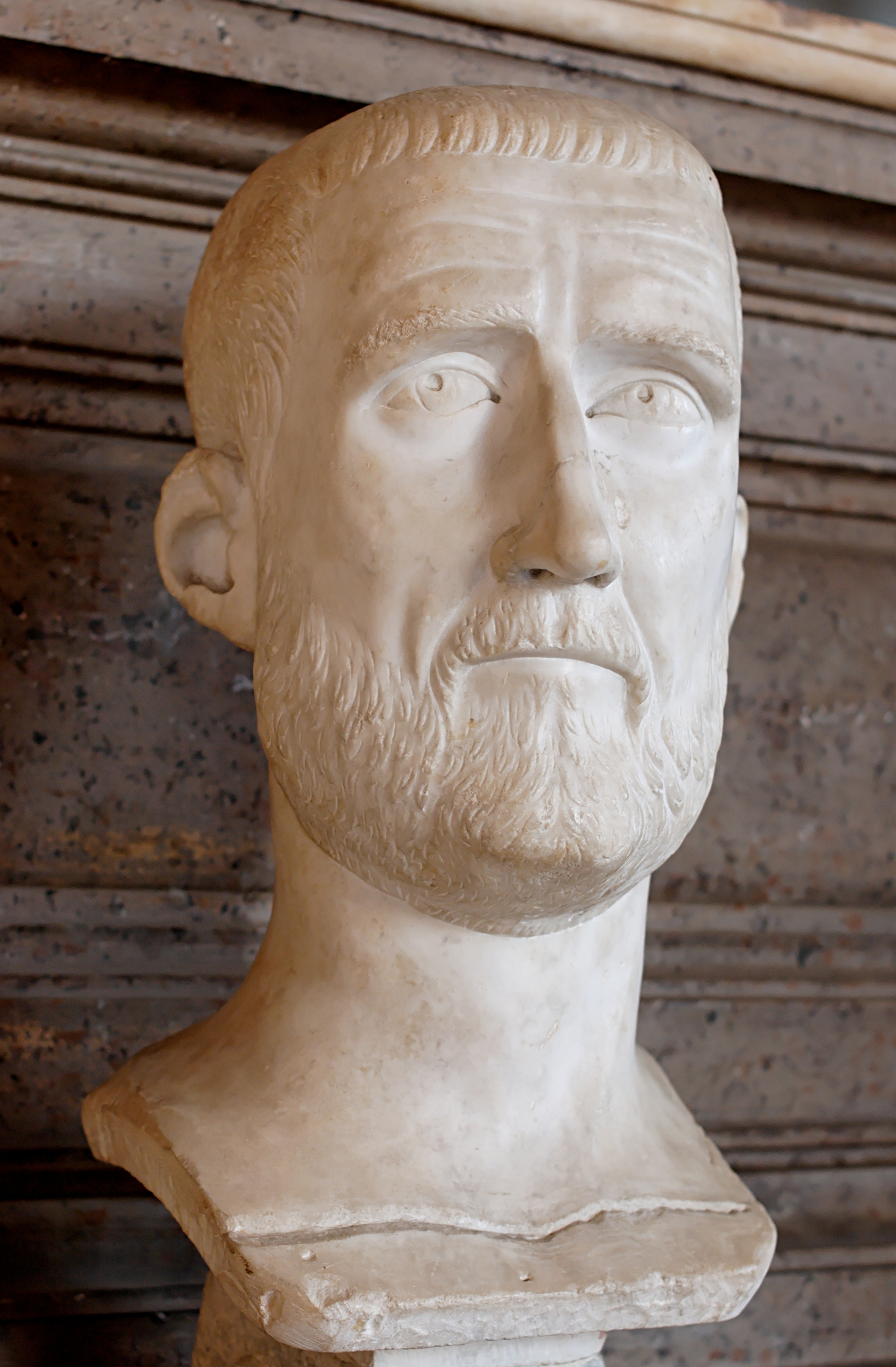
Marco Aurelio Probo

La conquista romana della penisola di Balcani ha portato cambiamenti enormi: il territorio si è trasformato in una provincia romana. Secondo la classificazione recente, Jadar ha fatto parte della Dalmazia.
Il primo stabilimento situato sul posto di Loznica attuale è stato chiamato nei periodi antichi, mentre lo stabilimento più importante in Jadar era il nome Genzis. La leggenda dice che Loznica è stato chiamato dopo il vite che si è sviluppato in questa regione, a partire dal terzo secolo a.C. nel periodo dell'imperatore romano Marco Aurelio Probo. 
Il primo riferimento a Loznica data dal capitolo del re Milutin, quando Caterina la moglie di suo fratello Dragutin, costruiscono un monastero vicino Tronosa (anno 1317). Loznica non è stato accennato affatto per un lungo periodo di tempo nei Medio Evo.

### Turchi
Secondo le fonti a partire dal 1533, Loznica è stata popolata principalmente da gente musulmana. In questo periodo Loznica e Jadar fanno parte della regione di Zvornik, messo in Zvornik, mentre la regione in sé di Zvornik fa parte del pascialato di Bosnia che si sforza verso la liberazione dalla regola che turca la popolazione di Loznica attivamente è stata coinvolgere nella lotta comune della gente serba, subito dopo la rivolta del 1804. La rivolta era molto importante poiché i Turchi non hanno dato facilmente in su sulla parte del bordo del loro territorio da cui potrebbero raccogliere le tasse e fornire il loro esercito così come la rottura attraverso verso la zona centrale della Serbia ribelle. Durante l'intero periodo di rivolta a partire da 1804 - 1813, numerose e battaglie pesanti contro i Turchi sono state combattute in Loznica e nelle relative vicinanze. Tranne in 1813 i serbi sono riuscito sempre non solo a combattere ma anche ad espellere i Turchi attraverso il fiume Drina. Il ritorno dei Turchi in Loznica in 1813 e dell'annessione di Loznica e di Jadar nella regione di Zvornik ha provocato la situazione estremamente difficile che era dura da tollerare. Loznica e Jadar si sono trasformati in parte del principato della Serbia durante la regola di Milos Obrenovic, quando il Sultano Mahmud II nel novembre 1833 portato il decreto su un'accessione di sei ha grippato le regioni in Serbia
La regione di Jadar si è trasformata in parte della regione di Podrinje ed allo stesso tempo Loznica si è trasformato nella sede della regione, rimanente in questo ruolo fino alla conclusione del diciannovesimo secolo, quando questa precedenza è stata data a Šabac.
Durante gli anni trenta del diciannovesimo secolo Loznica ha avuto 295 case con 1203 genti. Si è trasformato in centro del potere amministrativo e politico di Podrinje. Il sistema educativo iniziato per svilupparsi e un ospedale sono stati installati (1882), costruzione dei fabbricati industriali iniziati, artigiani, commercio ed attività bancarie sono stati iniziati per svilupparsi.
La costruzione della strada ferroviaria Sabac-Loznica-Banja Koviljača ha cominciato dall'inizio del ventesimo secolo. La cittadina di Loznica non era più stabilimento turco ma città moderna. 
Le guerre 1912 - 1913 e particolarmente la prima guerra mondiale 1914 - 1918 hanno fermato per determinato periodo lo sviluppo economico e significativamente hanno ridotto il numero della gente in Loznica e nelle vicinanze. A completamento della prima guerra mondiale, Loznica è rimanere centro regionale con circa 5000 genti. Parecchi anni come conseguenza della guerra sono stati contrassegnati entro il corto periodo di ricostruzione e di sviluppo economico relativo, che erano caratteristiche della maggior parte delle città di precedente regno. La crisi economica di mondo 1929 - 1930 è stato ritenuto nella regione di Jadar e in Loznica, soprattutto dal declino dei prezzi dei prodotti agricoli.
Lo sviluppo economico ha cominciato entro i metà di anni trenta, vicino comincia in su di alcuni negozi di mestiere e di commercio in Loznica. Acquisizione di miniere dell'antimonio dai industriali tedeschi durante gli anni trenta ha determinato il rinforzo dell'economia. Tuttavia questo sviluppo nello sviluppo di economia di Loznica e di Jadar è stato interrotto dopo lo scoppio della guerra mondiale II. (1941 - 1945).

## Economia

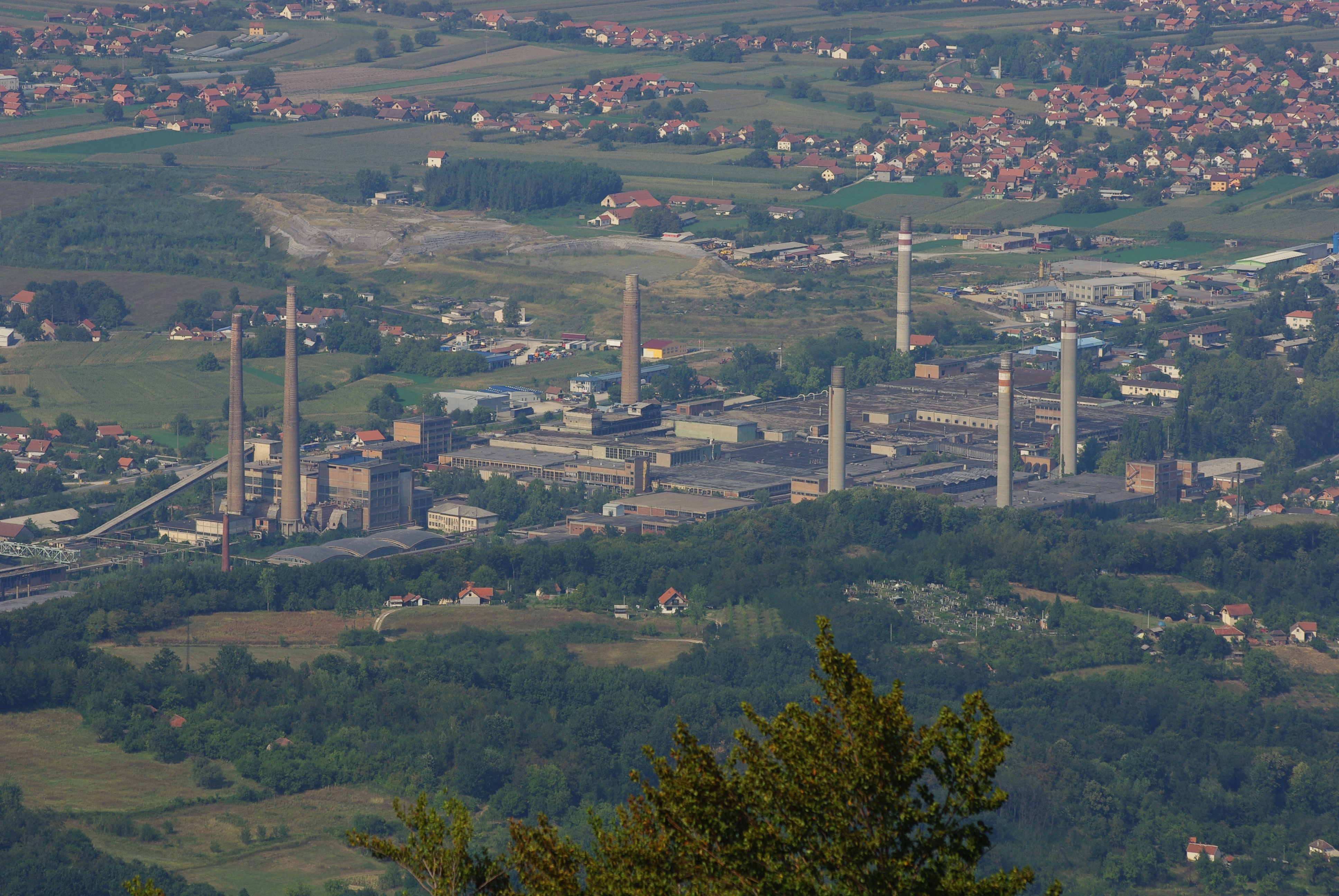
Viskoza

La fabbrica più grande di Loznica è stata "HI Viskoza Loznica", fondata nel 1957 con oltre 10.000 lavoratori (anno 1981) impiegati in un momento in cui la città aveva 18.000 abitanti. 
Produzione di rimorchi principalmente era nella fabbrica "FAK Loznica" ,e produzione tessile in "Moda" Loznica.
Il produttore italiano "Golden Lady" ha una fabbrica in Loznica di prodotti destinati all'esportazione verso i paesi della Comunità europea. Per adesso impiega 550 lavoratori.

## Cultura

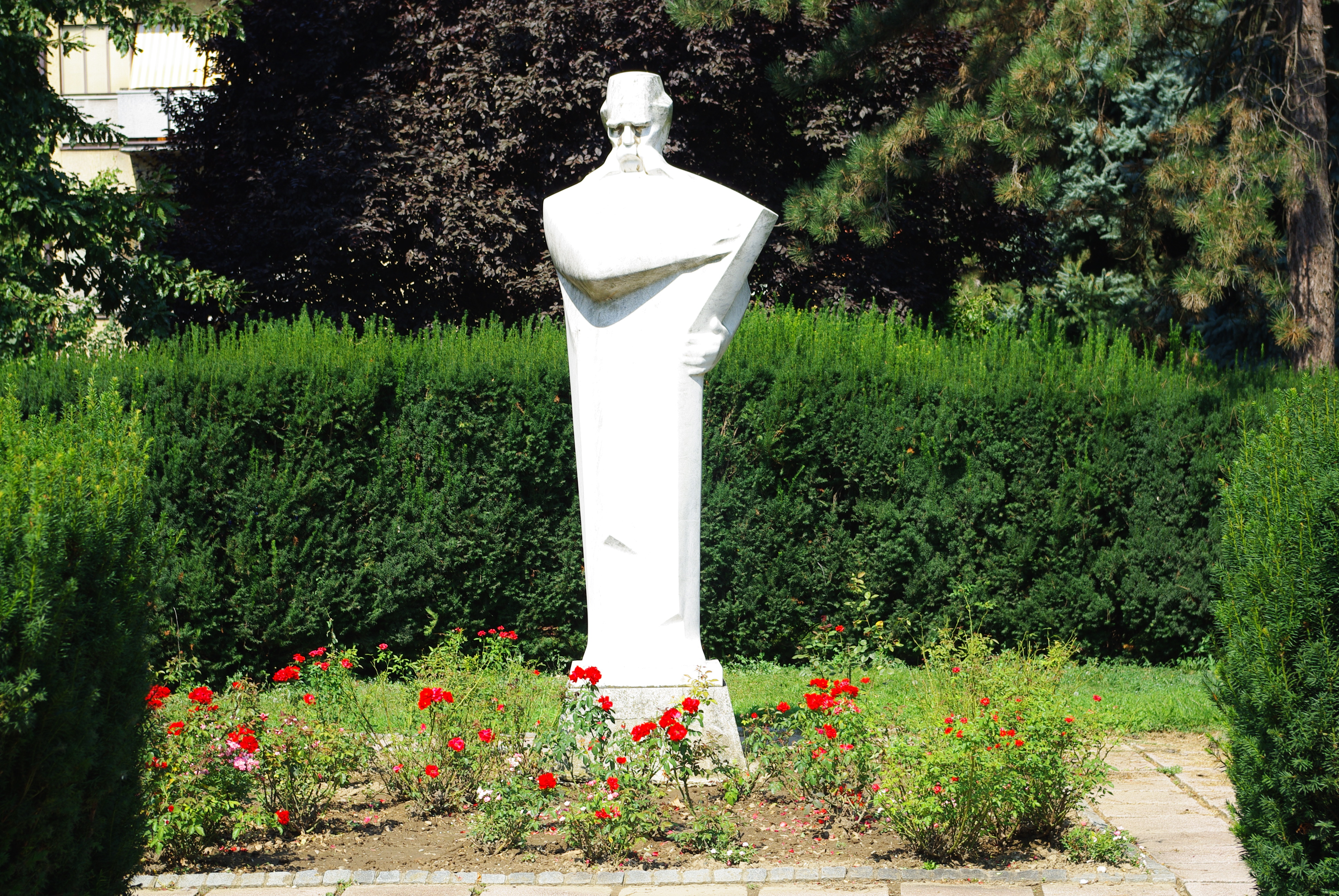
Statua di Vuk Stefanović Karadžić

Testimoni dei tempi passati sono la chiesa della Vergine in Loznica, monastero Tronoša, monastero Čokešina, monumenti sul monte Gučevo, in Tekeriš, Draginac e in Tršić villaggio etnico. Vi è un poema epico nazionale "Battaglia in Loznica". E la figura centrale è il Duca della prima rivolta serba Anta Bogicevic. La sua tomba si trova vicino alla chiesa di Vergine.
Loznica è il luogo di nascita di Jovan Cvijić.
In Tršić vicino a Loznica è nato Vuk Stefanović Karadžić, prima educato del monastero Tronoša.
La manifestazione culturale più importante per la comunità di Loznica e "Vukov Sabor" ( Consiglio di Vuk ) in Tršić. 
Questa manifestazione si tiene ogni anno nel mese di settembre, in memoria di Vuk Stefanovic Karadzic. 
"Vukov Sabor" è il più antico e più grande evento culturale in Serbia, per la sua importanza e il crescente volume ( 20.000-30.000 visitatori).
Loznica ha il suo proprio club di calcio chiamato FK Loznica.
Suor città è Plock in Polonia. Un'altra città sorella è Ivanic Grad in Croazia. Ogni anno, politici e diplomatici di Loznica visitano Plock.

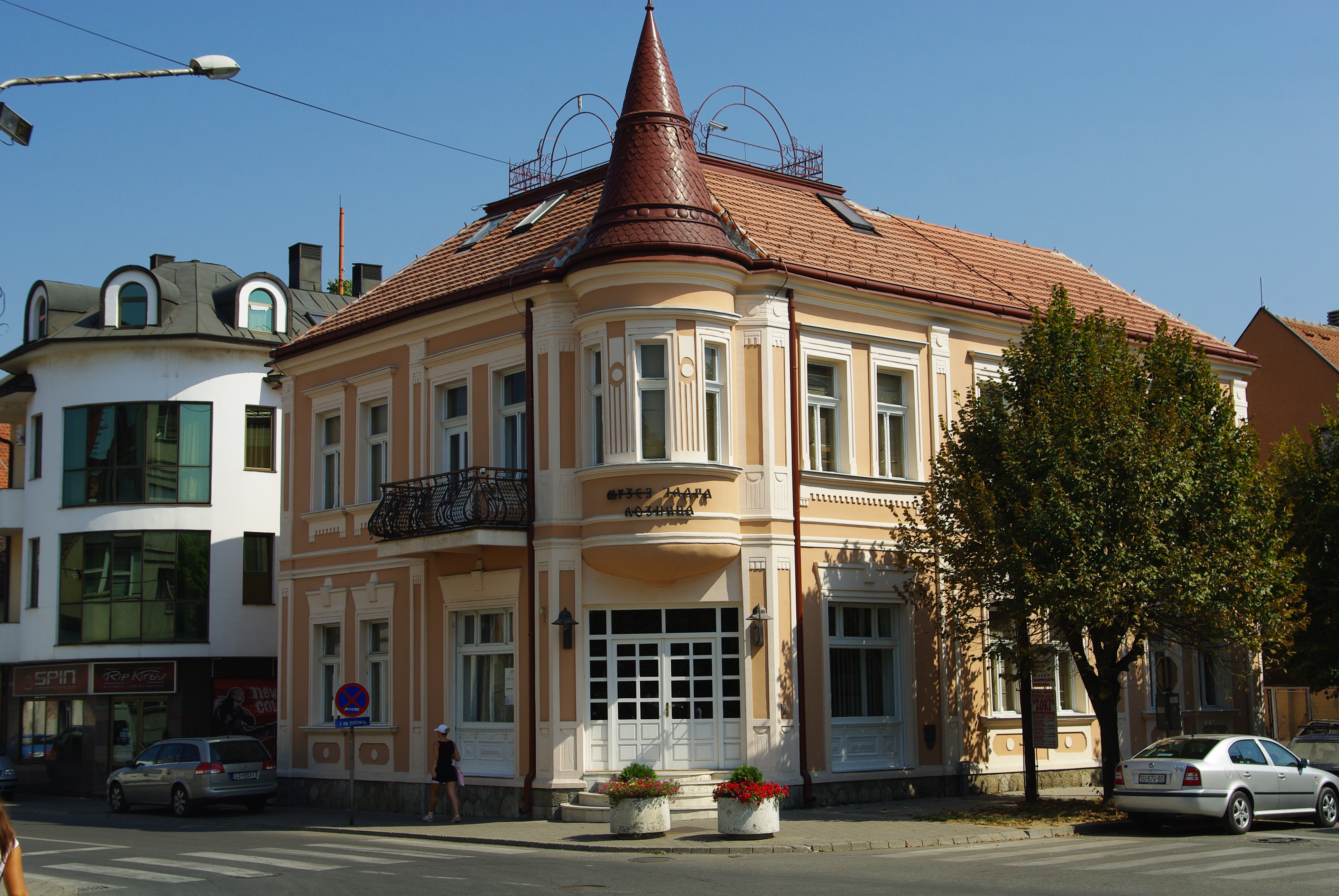
Museo di Loznica
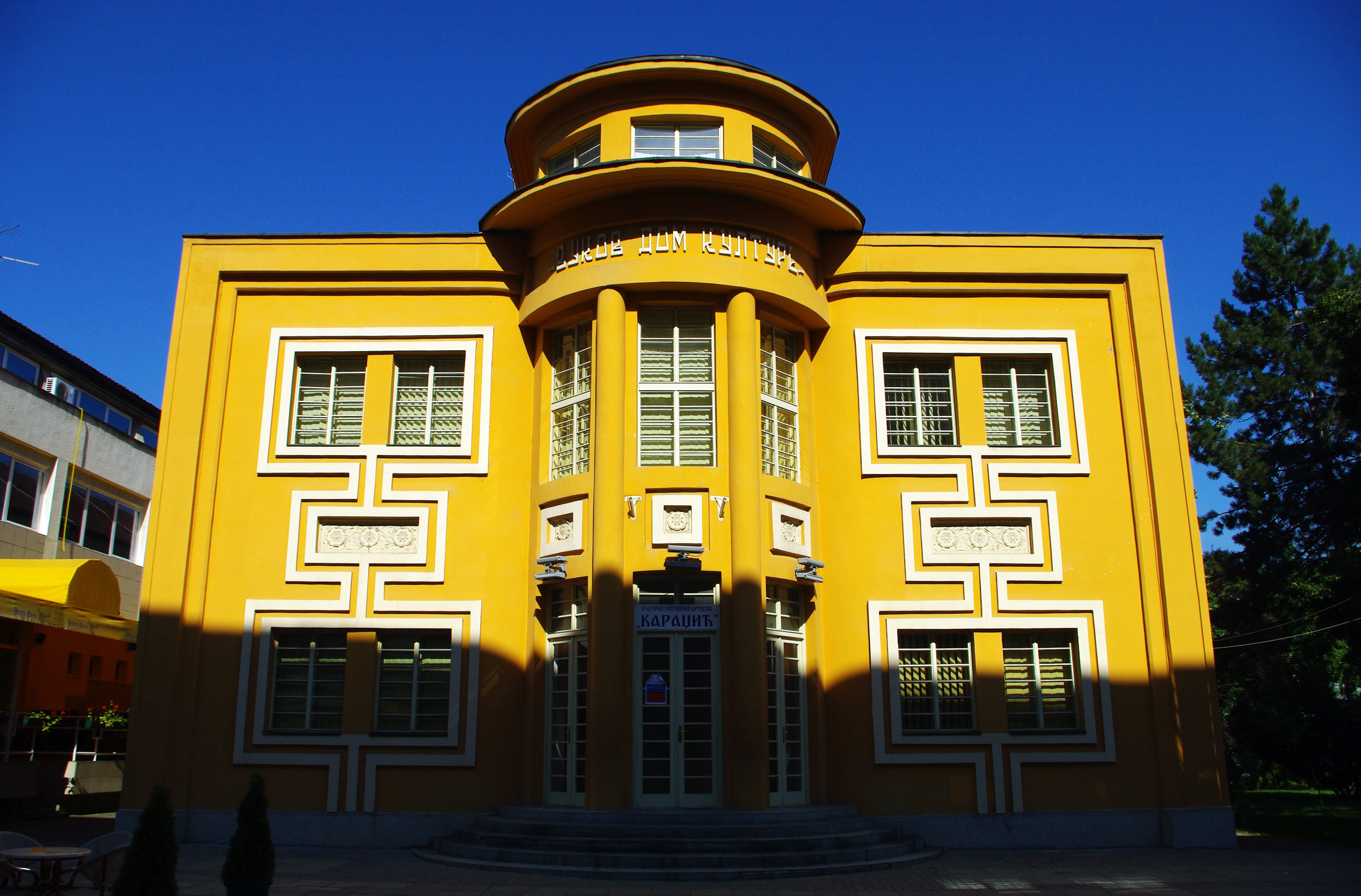
Vukov Dom
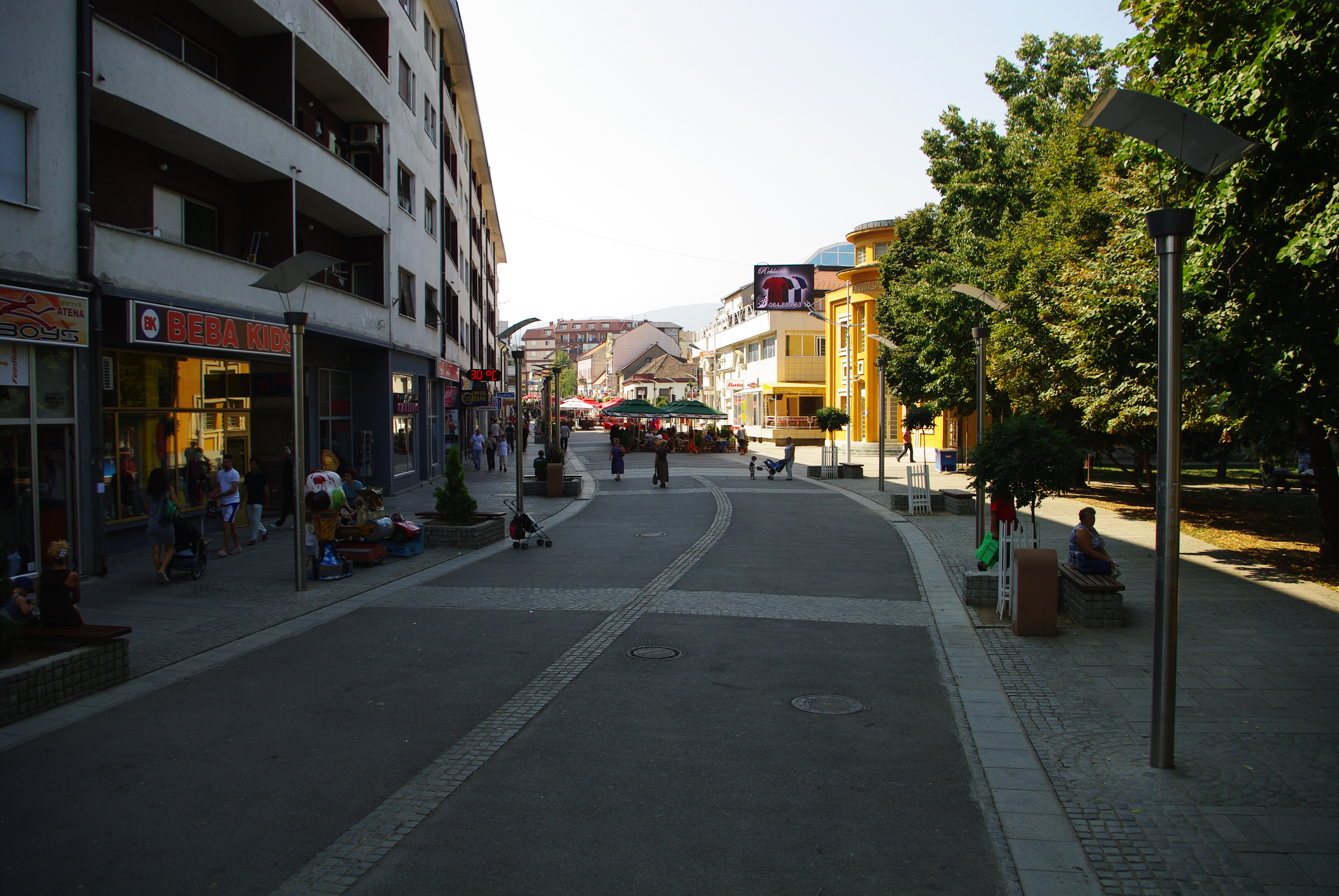
Corso in Loznica
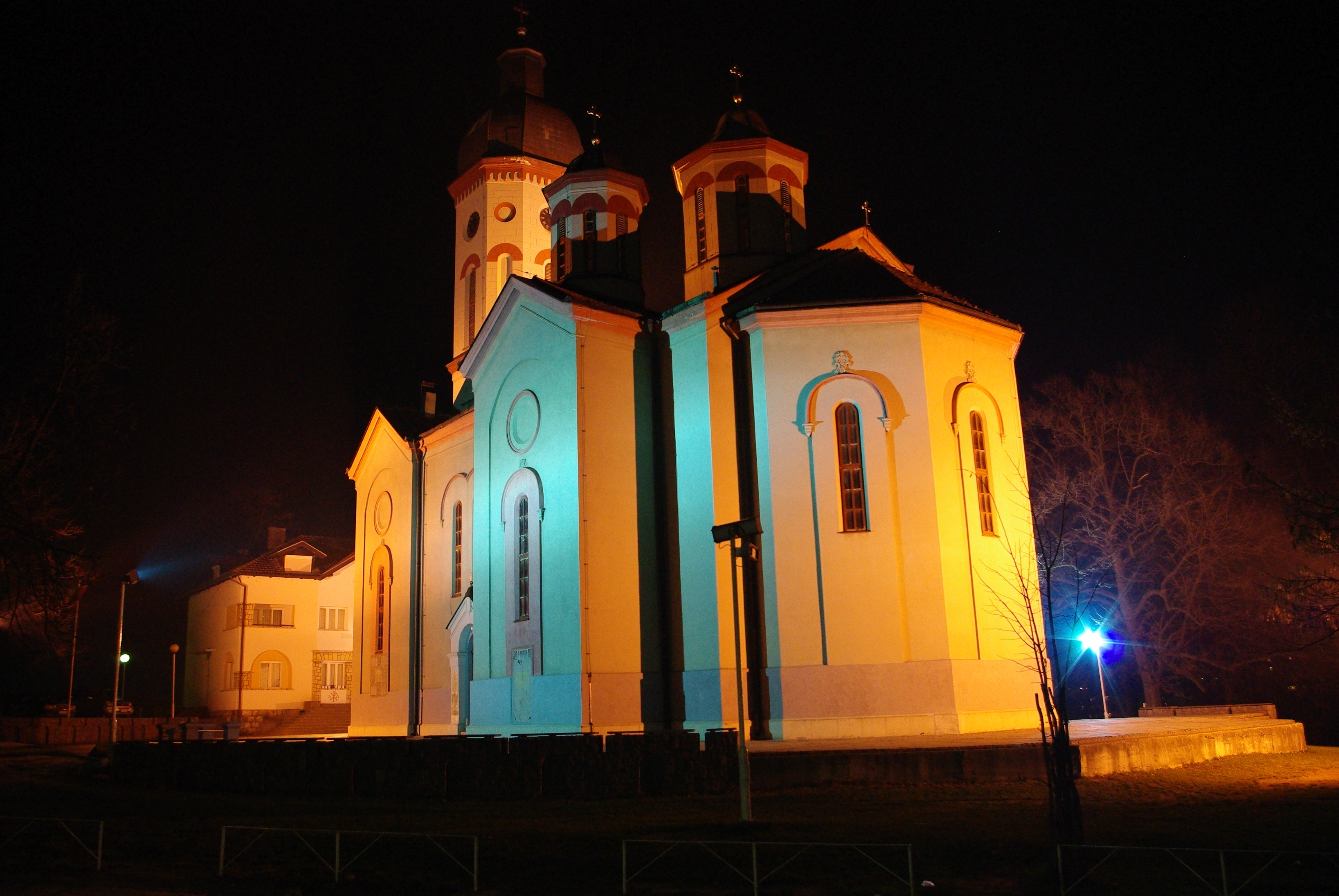
Chiesa in Loznica
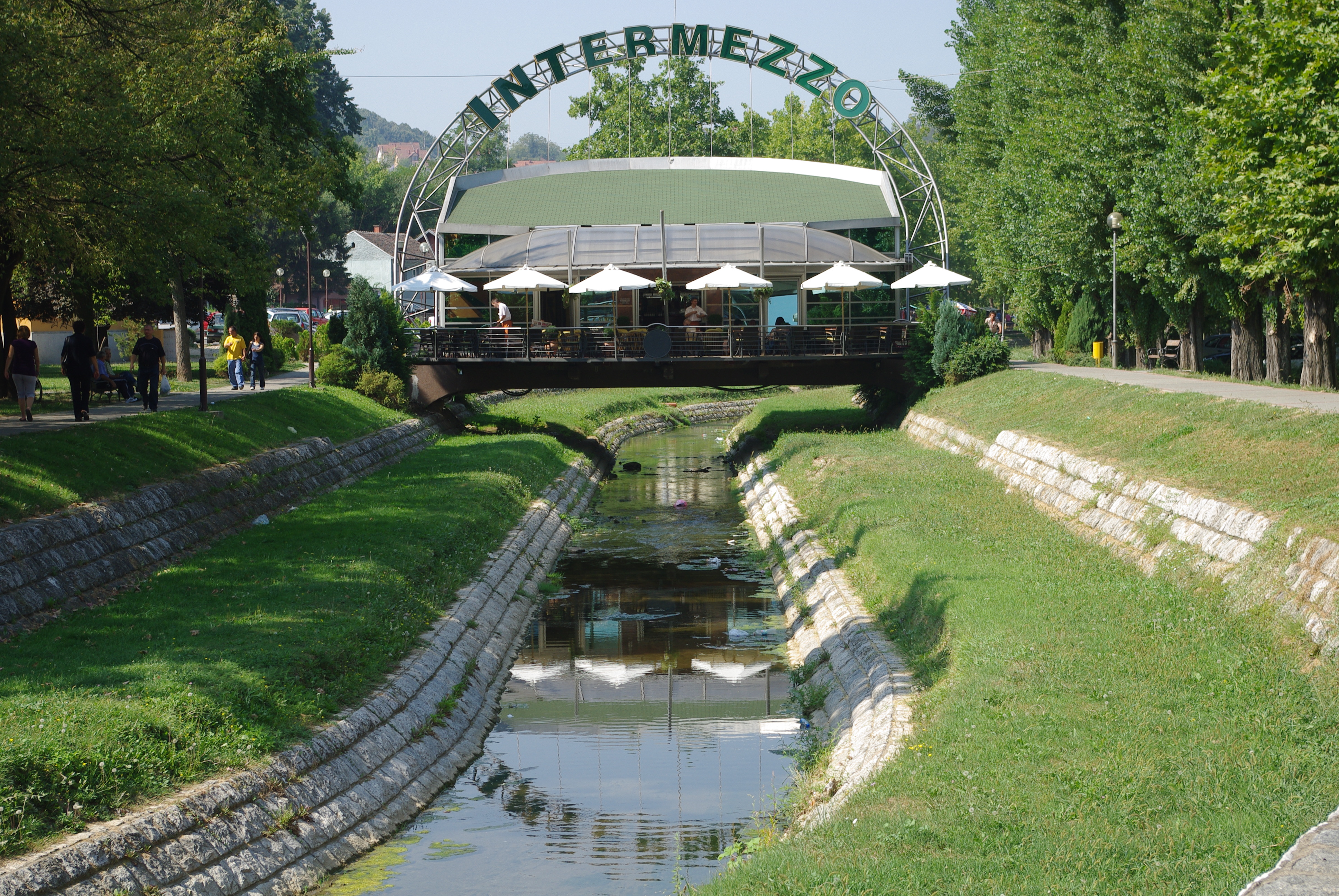
Fiume Stira
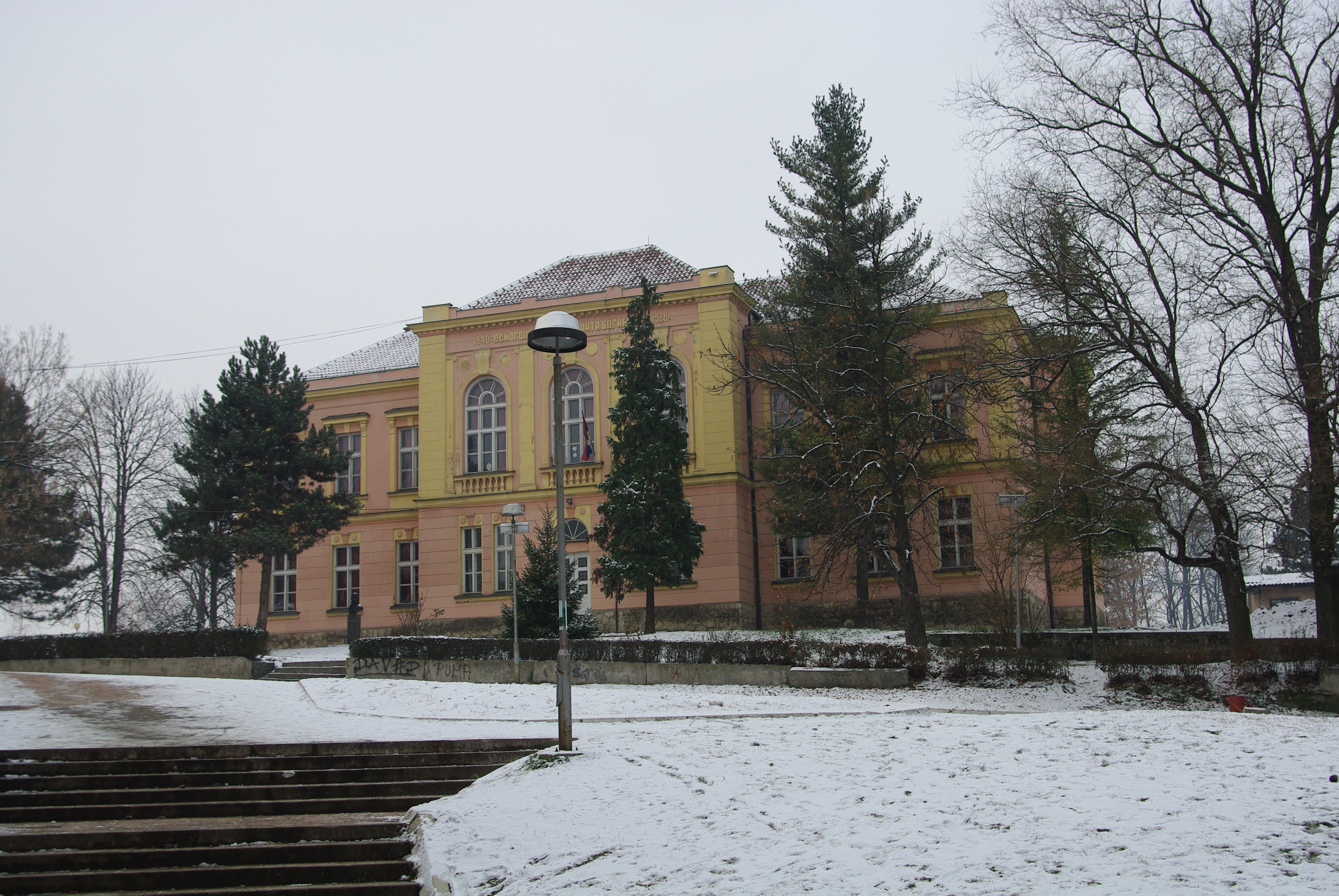
Scuola elementare Anta Bogicevic
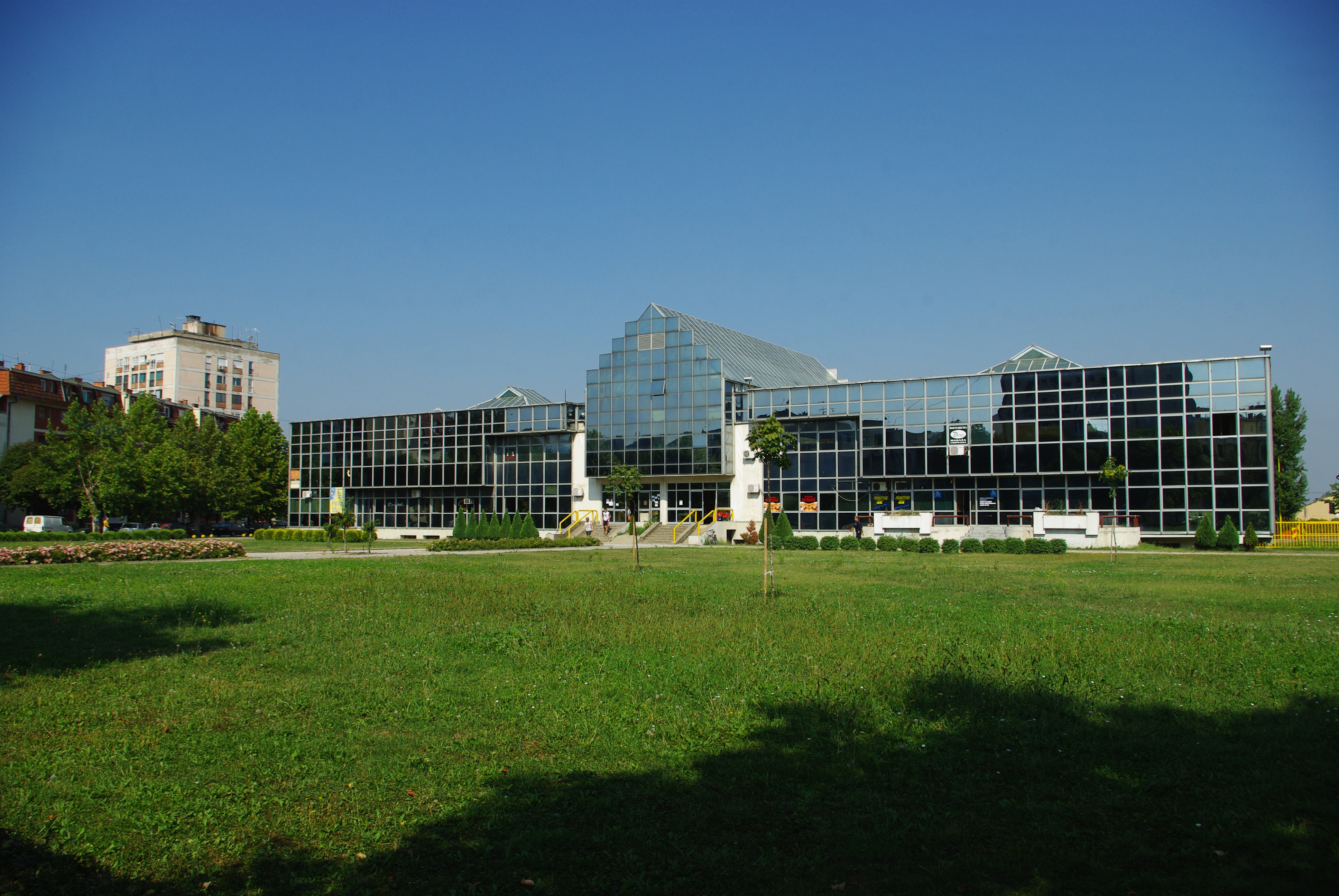
Stazione centrale di autobus
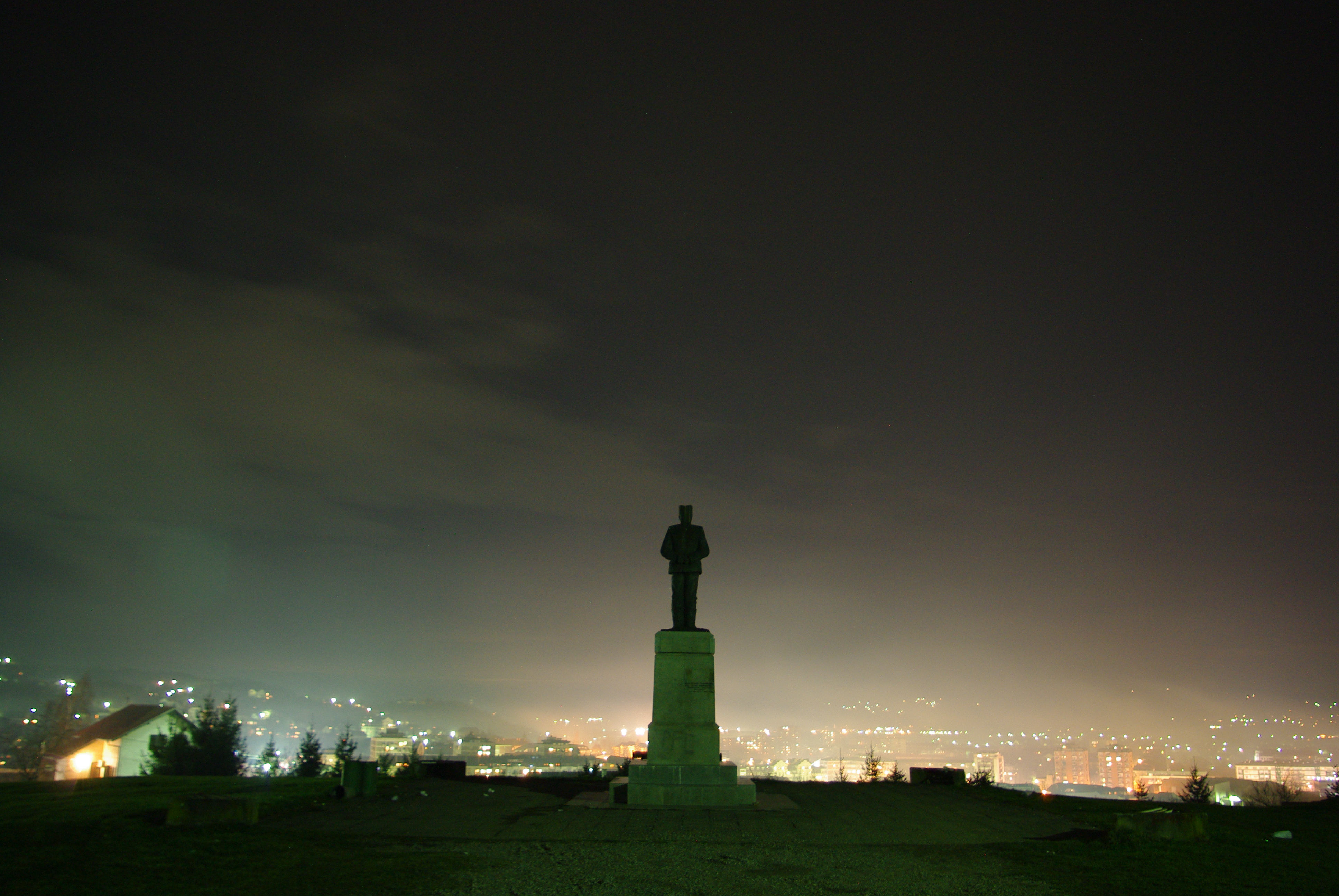
Statua di Duka Stepa Stepanovic